# 布萊克福德縣 (印第安納州)
布萊克福德县（英語：Blackford County）是位於美國印第安納州東部的一個縣。面積428平方公里。根據美國2000年人口普查，共有人口14,048人。縣治哈特福德城（Hartford City）。
成立於1838年2月15日，4月2日生效，縣政府成立於1839年1月29日。縣名紀念美國索賠法院法官伊薩克·N·布萊克福德（Issac Newton Blackford）。